# James Johnstone (2e marquis d'Annandale)
James Johnstone, 3e comte d'Annandale et Hartfell et 2e marquis d'Annandale (vers 1687-1730) est un homme politique écossais qui siège brièvement à la Chambre des communes britannique en 1708 avant d'être disqualifié comme fils aîné d'un pair écossais.

## Biographie
Il est né vers 1688, fils aîné de William Johnstone (1er marquis d'Annandale), deuxième comte d'Annandale et Hartfell et de sa première épouse Sophia Fairholm, fille de John Fairholm de Craigiehall, Linlithgow .
Après l'acte d'Union, il est désigné par son père aux élections générales de 1708 en tant que député de Dumfriesshire et de Linlithgowshire. Cependant, il est disqualifié pour les deux sièges le 3 décembre 1708 car il est le fils aîné d'un pair écossais. Il s'est brouillé avec son père parce qu'il voulait partir à l'étranger avec une allocation de son père de 400 £ par an .
Il succède à son père en 1721 et se présente comme candidat représentant écossais en 1722 mais est battu, probablement à cause d'allégations selon lesquelles il serait Jacobite. Il abandonne ses ambitions politiques et passe la plus grande partie de sa vie adulte en Italie, où il amasse une grande collection d’art et d’antiquités. En 1726, il intente une action en justice dans le but d'empêcher ses demi-frères d'hériter de ses pairies et de ses biens et ordonne de les transmettre à sa sœur Henriette, épouse de Charles Hope (1er comte de Hopetoun), et à ses descendants.
Il meurt en Italie en février 1730, à l'âge de 42 ans. Son corps est ramené d'Italie et inhumé à l'Abbaye de Westminster. Sa tentative d'empêcher ses frères d'hériter n’a que partiellement abouti, car seules ses terres écossaises et sa collection d’art sont transmises à Henrietta. Ses pairies, qui ne peuvent légalement être transmises comme il le souhaite, passent à son demi-frère George, qui devient 4e comte d'Annandale et Hartfell et 3e marquis d'Annandale . Le portrait de Johnstone est aujourd'hui exposé à Hopetoun House près d'Édimbourg.